# Silvia Pasquel
Silvia Pasquel  (Mexikóváros, Mexikó, 1949. október 13. –) mexikói színésznő.

## Élete és pályafutása
Silvia Banquells Pinal néven született 1949. október 13-án. Édesanyja Silvia Pinal színésznő, édesapja Rafael Banquells. Két gyermeke született: Stephanie és Viridiana Margarita.

## Filmográfia

### Telenovellák
- Juegos de amor y poder (2025) ..... Sofía Durán
- Antes muerta que Lichita (2015–2016) ..... Elsa Gutiérrez
- Qué pobres tan ricos (2013–2014) ..... Ana Sofia Romagnoli, Ruizpalacios özvegye
- Amit a szív diktál (2012–2013) ..... Agripina Castellanos
- Misterio's (2014) ..... Isaura
- Durmiendo con mi jefe (2013) ..... Doña Lidia de Briones
- Como dice el dicho (2012) ..... Lucrecia
- Yo amo a Juan Querendón (2007)  .....  Nidia Estela de la Cueva Pérez, Cachón özvegye
- Amarte es mi pecado (2004)  .....  Isaura Ávila de Guzmán
- La hora pico: El reventón (2003) ..... Ismeretlen szerep
- Aventuras en el tiempo (2001) ..... La Barbura
- Diseñador ambos sexos (2001) ..... Ismeretlen szerep
- Az ősforrás (El manantial) (2001) ..... Pilar Luna (Magyar hang: Andresz Kati)
- Mi destino eres tú (2000) .....  Zulema Fernández de Sánchez
- ¿Qué nos pasa? (1998) ..... Ismeretlen szerep
- Huracán (1998) ..... Caridad Salvatierra de Medina
- Para toda la vida (1996) ..... Lidia
- Lazos de amor (1995) ..... Önmaga
- Las secretas intenciones (1993) ..... Olivia Cardenal
- Alcanzar una estrella II (1991) ..... Paulina Muriel de Loredo
- La telaraña (1990) ..... Ismeretlen szerep
- Mujer, casos de la vida real (1990–2004) ..... Különböző szerep
- Los años perdidos (1987) ..... Ismeretlen szerep
- Cuando los hijos se van (1983) ..... Teresa Mendoza
- El amor nunca muere (1982) ..... Carolina
- Al rojo vivo (1980) ..... Tina Segovia
- J.J. Juez (1979)  ..... Ismeretlen szerep
- Humiliated and Insulted (1977)  ..... Ismeretlen szerep
- El milagro de vivir (1975) ..... Hortensia Alvarado
- Ha Ilegado una intrusa (1974)  ..... Hilda Moreno
- Mundo de juguete (1974) ..... Elvira
- Mi rival (1973)  ..... Ismeretlen szerep
- El rabo verde (1971) ..... Ismeretlen szerep
- La recogida (1971) ..... Alicia
- Muchacha italiana viene a casarse (1971) ..... Gianna Donatti
- El mariachi (1970) ..... Ismeretlen szerep
- La cruz de Marisa Cruces (1970) ..... Marisa Cruces (fiatalon)
- Los inconformes (1968) ..... Ismeretlen szerep

### Filmek
- El despertar del lobo (1970) ..... Sivia (Debütáló film)
- Santo contra Blue demon en la Atlantida (1970) ..... Juno
- Secreto de confesión (1971) ..... Mayte
- Chabelo y Pepito contra los monstruos (1973) ..... Alicia
- El amor tiene cara de mujer (1973) ..... Cristina
- Cinco mil dolares de recompensa (1974) ..... Claire
- Discotec fin de semana (1979) ..... Susana
- Johnny Chicano (1981) ..... Raquel
- Violaciónes, casos de la vida real (1990) ..... Susana
- Asalto (1991) ..... Alde
- Padres culpables (2001) ..... Susana
- Bleak Street (2015) ..... Doa Epi
- Devil Between the Legs (2019) ..... Beatriz